# Asian Route of Industrial Heritage
De Asian Route of Industrial Heritage (ARIH) is een netwerk (themaroute) dat de belangrijkste erfgoedsites van Zuidoost-Azië met elkaar verbindt. Deze themaroute is gebaseerd op de Europese Route voor Industrieel Erfgoed (European Route of Industrial Heritage).

## Geschiedenis
Het initiatief ontstond in november 2012 op het 15th TICCIH Congress in Taipei, waar de “Taipei Declaration for Asian Industrial Heritage” (Taipeiverklaring betreffende Aziatisch industrieel erfgoed) werd uitgevaardigd. Het project wordt mede ondersteund door tal van organisaties actief in het industrieel erfgoed in Azië. Vervolgens werd in september 2014 een verdrag dat de aanleg van de ARIH mogelijk zou maken, ondertekend door deskundigen en geleerden uit Azië alsmede door afgevaardigden van het TICCIH (International Committee for the Conservation of the Industrial Heritage) en de ERIH (European Route of Industrial Heritage).

## Ankerpunten
De route is opgebouwd uit ankerpunten die bestaan uit historisch of toeristisch belangrijke industrieel erfgoed sites. Deze zogenaamde ankerpunten zijn anno 2016 verspreid over Taiwan, Japan, Maleisië, India en China.